# Triiodsilan
Triiodsilan ist eine chemische Verbindung aus der Gruppe der Silane.

## Gewinnung und Darstellung
Triiodsilan kann durch eine zweistufige Reaktion von Trichlorsilan mit Anilin in Benzol und dem Reaktionsprodukt mit Iodwasserstoff gewonnen werden.
{\displaystyle \mathrm {SiHCl_{3}+6\ C_{6}H_{5}NH_{2}\longrightarrow SiH(NHC_{6}H_{5})_{3}+3\ [C_{6}H_{5}NH_{3}]Cl} }
{\displaystyle \mathrm {SiH(NHC_{6}H_{5})_{3}+6\ HI\longrightarrow SiHI_{3}+3\ [C_{6}H_{5}NH_{3}]I} }
Triiodsilan kann auch durch Erhitzen von Silicium und Iodwasserstoff in Analogie zur Darstellung von Trichlorsilan bzw. Tribromsilan dargestellt werden. Dieses Verfahren wurde bereits 1857 bei der ersten Synthese von Friedrich Wöhler und Heinrich Buff beschrieben.
{\displaystyle \mathrm {Si+3\ HI\rightarrow SiHI_{3}+H_{2}} }
Bei der Reaktion von Silicium mit einem Gemisch von Wasserstoff und Iodwasserstoff entstehen nur geringe Mengen an Triiodsilan, es kann jedoch durch Reaktion von Trichlorsilan mit Ammoniumiodid in Ammoniak gewonnen werden.
Ebenfalls möglich ist die Darstellung durch Reaktion von Triphenylsilan mit Iodwasserstoff und Aluminiumtrichlorid als Katalysator.
{\displaystyle \mathrm {SiH(C_{6}H_{5})_{3}+3\ HI\longrightarrow SiHI_{3}+3\ C_{6}H_{6}} }

## Eigenschaften
Triiodsilan ist eine farblose, hydrolyseempfindliche, stark lichtbrechende Flüssigkeit, die sich in Wasser zersetzt.

## Verwendung
Triiodsilan und Diiodsilan können zur Abscheidung von Siliciumschichten verwendet werden.